# 멘붕
멘붕은 ‘멘탈 붕괴’의 줄임말로, 2000년대 디시인사이드의 스타크래프트 갤러리에서 사용되기 시작해 널리 퍼져 나갔다. 한편 대한민국의 일부 언론 기자는 "멘붕"이나 "꿀벅지"를 가리켜, 일본의 성인 비디오에서 자주 등장하는 저속한 표현에서 유래하였다고 주장하나, 사실무근이다.
그외 해피투게더에서 PD의 영어발음 굴려적기에 의해 '멘탈 붕괴'가 되기도 했다. 그리고 스타크래프트 중계 도중, 한 선수의 얼굴이 일그러지는 것을 보고 캐스터가 "멘탈이 붕괴됐어요."라는 표현을 쓰기도 하였다. 과거부터 온라인게임에서는 멘탈이라는 표현은 자주 쓰여왔다. 그것의 줄임말인 멘탈붕괴, 멘붕으로 온라인 게임 유저 등에게 자주쓰이고 있으며  "멘붕스쿨"이라는 개그프로그램의 코너도 생겨났다.